# Ducatul de Braunschweig
Ducatul de Braunschweig a fost un stat în Germania, parte a Sfântului Imperiu Roman, cu reședința în orașul Braunschweig. În anul 1815, la Congresul de la Viena, i-a fost recunoscută independența.

## Duci și Regenți de Braunschweig

### Casa Braunschweig-Dannenberg
1. 1815–1830: Carol al II-lea, fiul lui Frederick Wilhelm. A fost forțat să fugă în 1830.
2. 1830–1884: Wilhelm al VIII-lea. Fratele lui Carol al II-lea. Ultimul din dinastia Braunschweig, ducatul trecând în posesia Casei de Hanovra, ce fusese deposedată de Prusia în urma Războiului Austro-Prusac din 1866.

### Regență
1. 1885–1906: Albert, Prinț de Prusia, regent. Guvernul German a împiedicat succesiunea liniei de pe Hanovra.
2. 1907–1913: Ducele Johann Albrecht de Mecklenburg-Schwerin, regent

#### Casa de Hanovra
1. 1913–1918: Ernest Augustus

#### Pretendenți ai ducatului
- Ernest Augustus, Prinț de Hanovra (1884–1913), a renunțat
- Ernest Augustus, Duce de Brunswick (1918–1953), fiu al anteriorului
- Ernest Augustus al IV-lea, Prinț de Hanovra (1953–1987)
- Ernst August al V-lea, Prinț de Hanovra (1987–prezent)

Pentru informații suplimentare cu privire la guvernele din Brunswick din 1918, a se vedea Braunschweig (Land).

## Districte
Ducatul Braunschweig a fost subdivizat în districte (germană Kreise) în 1833. Între 1833 și 1946 acestea au fost:
- Districtul Blankenburg
- Orașul Braunschweig
- Districtul Braunschweig
- Districtul Gandersheim
- Districtul Goslar (din 1942)
- Districtul Helmstedt
- Districtul Holzminden (Până în 1942)
- Orașul Watenstedt-Salzgitter (din 1942)
- Districtul Wolfenbüttel